# Radulfo de Barcelona
Radulfo de Barcelona (885-ca.948) fue un importante eclesiástico hispano-godo del siglo X.

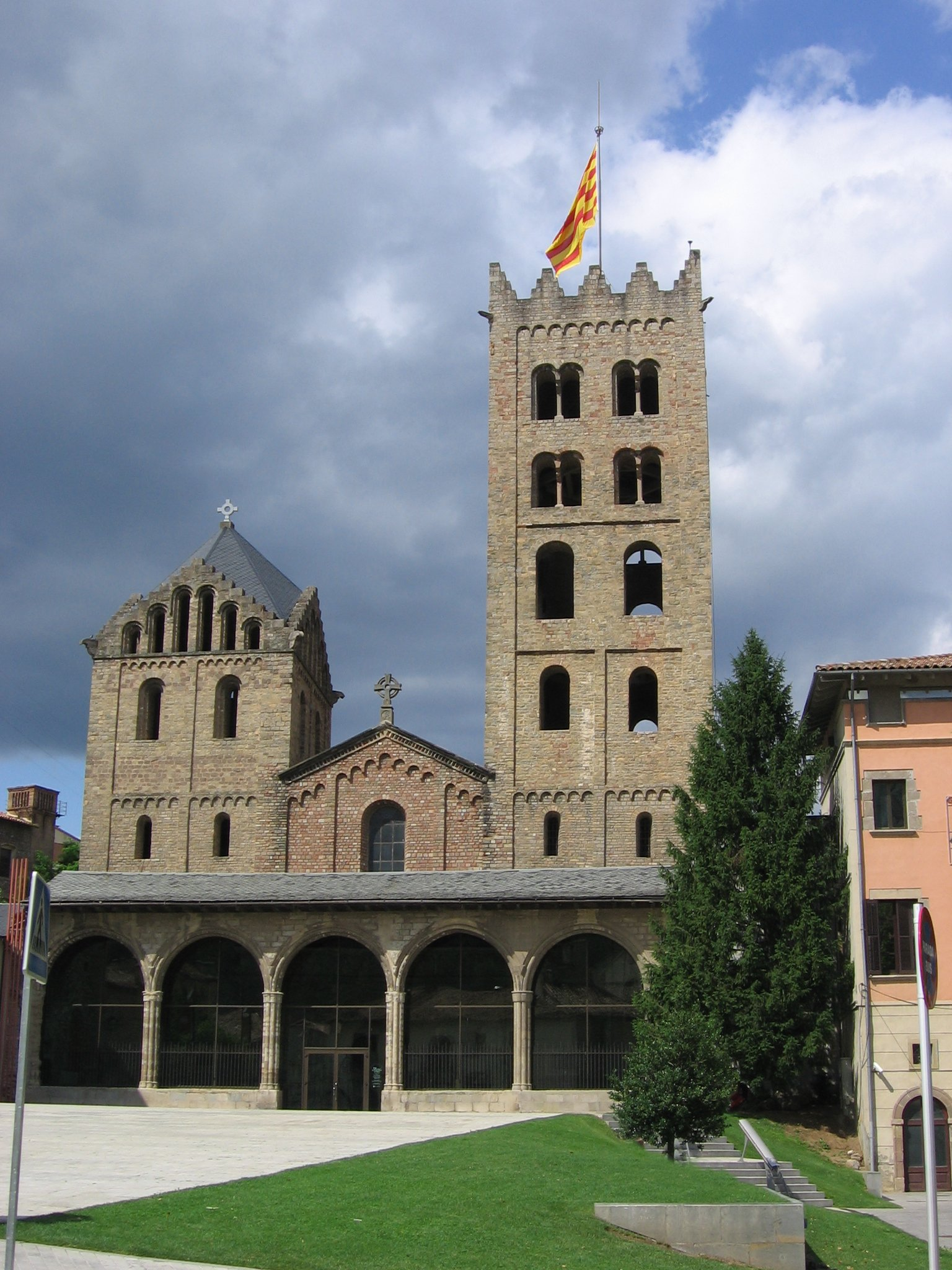
Fachada del Monasterio de Santa María de Ripoll.

Era hijo del conde Wifredo el Velloso y de Guinidilda de Ampurias. Tras reconquistar el valle de Ripoll y las montañas de Montserrat, Wifredo en el 880 donó amplios territorios en dichas montañas a la orden Benedictina y fundó el monasterio de Santa María de Ripoll, dejando en el 888 a su hijo Radulfo a cargo del monasterio para que fuera criado y educado según las normas monásticas, y otorgándole en el acto en heredad el valle Matamala. Poco después, Wifredo hizo algo parecido con su hija Emma para la que fundó el monasterio de San Juan de las Abadesas, cercano al de Ripoll.
Radulfo fue años más tarde abad de Ripoll y obispo de Seo de Urgel (914). Asistió a la segunda consagración del Monasterio de Santa María de Ripoll en el año 935 y en el 948 consagró la iglesia de San Miguel de Pons.